# つるたきみこ
つるた きみこ（1952年8月16日 - ）は、日本の女性声優、ナレーター。山梨県出身。東京俳優生活協同組合所属。

## 人物
- 1970年テレビ山梨入社（アナウンサー）。
- 1977年テレビ山梨退職、東京俳優生活協同組合所属。
- 特技は甲州弁。

## 出演

### テレビアニメ
- 赤毛のアン（ソフィア）
- 怪物くん〈第2作〉
- スーキャット（ラン）
- 伝説巨神イデオン（ラポー[4]、子供B）
- 天皇の料理番
- ペリーヌ物語（アンリエット）
- 無敵鋼人ダイターン3（美女たち、女の子B、女の子）

### 劇場アニメ
- 伝説巨神イデオン 接触編・発動編（ラポー）

### ナレーション
- あなただけみえない
- 完全特捜宣言!あなたに逢いたい!
- きょうの出来事
- さんすうすいすい
- ステップ&ジャンプ
- 阪神大震災特番「家をなくした子どもたち」
- 水紀行
- 小さな旅（手紙朗読、NHK総合）